# 柳陟
柳陟（?—?），字尧卿，唐朝官员，出自河东柳氏。唐宣宗的驸马。
柳陟的高祖父柳範，官至尚書右丞。曾祖父柳齊物，睦州刺史。祖父柳喜，伯父柳中庸，父亲柳寀，兄长柳翰，字周臣。柳陟娶唐宣宗之女许昌庄肃公主，许昌庄肃公主薨於中和年间。黄巢之乱，柳陟作为右散骑常侍随唐僖宗避难蜀地。光启二年（886年）五月襄王李熅僭位，令户部侍郎柳陟前往江淮，分谕天下嗣襄王监国一事。